# Superior (miasto w Wisconsin)
Superior – miasto w Stanach Zjednoczonych, w stanie Wisconsin, siedziba administracyjna hrabstwa Douglas.